# Opalinata
Los opalíneos (Opalinea, Opalinata o Slopalinida) son un pequeño grupo de protistas del superfilo Stramenopiles que viven como comensales en el intestino de los animales. Son anaerobios, presentan flagelos o numerosos pequeños cilios sobre la superficie de su cuerpo, tienen mitocondrias con crestas tubulares y son capaces de formar quistes. 

## Diversidad
Opalinea comprende dos subgrupos:
- Proteromonadida incluye pequeños organismos flagelados de un tamaño alrededor de 15 µm, que presentan dos o cuatro flagelos y un único núcleo celular. Su célula contiene una única mitocondria relativamente grande. Son comensales en el intestino de urodelos, reptiles y roedores.

- Opalinida incluye organismos de mayor tamaño (hasta varios milímetros), que presentan numerosos pequeños cilios y son multinucleados (binucleados o con cientos de núcleos). Su célula contiene un gran número de mitocondrias. Son comensales en el intestino de anfibios y peces.